# Monte Ragola
Il monte Ragola (1711 m s.l.m) è una montagna dell'Appennino ligure. Si trova sullo spartiacque tra le valli del Nure e del Ceno, al confine tra le province di Piacenza e Parma.

## Caratteristiche
La montagna, costituita da rocce ofiolitiche serpentinose, si presenta come un tozzo massiccio di forma trapezoidale, dai fianchi spogli e interrotti da dirupi rocciosi. La zona sommitale è costituita da un'ampia area semi-pianeggiante, su cui si trovano alcuni esemplari di pino mugo. Il punto più alto è segnalato da una croce. Verso nord si dirama un breve contrafforte roccioso su cui si trova la cima nord della montagna (1704 m).

## Geologia
Sul versante nord del Monte Ragola si trovano tracce della Glaciazione Würm. Le più importanti sono due laghetti di origine glaciale: il Lago Bino e il Lago Moo.

## Escursioni
Il Monte Ragola è molto frequentato dagli escursionisti, avendo vari sentieri d'accesso.
Il più breve ha inizio dal vicino Passo dello Zovallo, e risale il contrafforte ovest della montagna (segnavia 037). Un altro sentiero (segnavia 035), dal Passo dello Zovallo raggiunge l'ampia torbiera del Prato Grande, da cui si sale al Monte Ragola per il versante nord (segnavia 037).
Altri sentieri si snodano sul versante nord della montagna: il n. 021 parte da Ferriere e, passando per i laghi Moo e Bino, raggiunge il Prato Grande, da cui il sentiero 037 conduce in vetta. Il segnavia 023, partendo dalla frazione Rocca, si congiunge al precedente in corrispondenza del Lago Moo, mentre il 033, partendo da Cassimoreno, si congiunge con il sentiero 021 al Lago Bino.
Un ultimo sentiero (segnavia 035) parte dal Passo delle Pianazze e raggiunge il Prato Grande da nord-est.